# Marek Zalewski

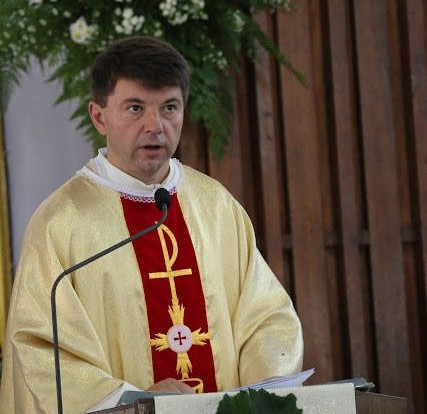
Marek Zalewski, 2018

Wappen von Marek Zalewski

Marek Zalewski (* 2. Februar 1963 in Augustów, Polen) ist ein polnischer Geistlicher, römisch-katholischer Erzbischof und Diplomat des Heiligen Stuhls.

## Leben
Marek Zalewski empfing am 27. Mai 1989 das Sakrament der Priesterweihe für das Bistum Łomża.
Papst Franziskus ernannte ihn am 25. März 2014 zum Titularerzbischof pro hac vice von Africa und zum Apostolischen Nuntius in Simbabwe. Die Bischofsweihe spendete ihm Kardinalstaatssekretär Pietro Parolin am 31. Mai desselben Jahres. Mitkonsekratoren waren der Bischof von Łomża, Janusz Stepnowski, und Weihbischof Romuald Kamiński aus Ełk.
Am 21. Mai 2018 ernannte ihn Papst Franziskus zum Apostolischen Nuntius in Singapur und zum nichtresidierenden Vertreter des Papstes für Vietnam; am 23. Dezember 2023 ernannte er ihn zum residierenden Vertreter für Vietnam.